# Боже само здравља дај
Боже само здравља дај је трећи студијски албум Братислава Бате Здравковића, који је издат 1998. године за издавачку кућу ЗаМ на у.

## Списак песама
| №  | Назив                         | Трајање |  |
| 1. | Боже само здравља дај         |         |  |
| 2. | Љубоморни су на мене          |         |  |
| 3. | Пошао сам мајко               |         |  |
| 4. | Што несвићеш рујна зоро       |         |  |
| 5. | Дао сам јој своју душу        |         |  |
| 6. | Извини што сам те проклео     |         |  |
| 7. | Како старим све те више волим |         |  |
| 8. | Отвори ми друже               |         |  |
| 9. | Ако одеш                      |         |  |